# Olivia Chance
Olivia Juliet Bridget Chance (sinh ngày 5 tháng 10 năm 1993) là một cầu thủ bóng đá người New Zealand thi đấu ở vị trí tiền vệ cho câu lạc bộ Celtic tại Scottish Women's Premier League và đội tuyển nữ New Zealand.

## Danh hiệu
Celtic
SWPL League Cup: 2022 